# Harlem (línea Verde)
Harlem es una estación en la línea Verde del Metro de Chicago. La estación se encuentra localizada en One South Harlem Avenue en Forest Park, Illinois. La estación Harlem fue inaugurada el 28 de octubre de 1962.  La Autoridad de Tránsito de Chicago es la encargada por el mantenimiento y administración de la estación. La estación se encuentra ubicada justo al lado de la Estación Oak Park del Tren de cercanías Metra.

## Descripción
La estación Harlem cuenta con 1 plataforma central y 2 vías. 

## Conexiones
La estación es abastecida por las siguientes conexiones: 
Rutas del CTA Buses:
- #N20 Madison (nocturno)
- #90 Harlem

Pace
- #305 Cicero-River Forest
- #307 Harlem
- #309 Lake Street
- #313 St. Charles Road
- #318 West North Avenue
- #757 Northwest Connection

Metra
- Union Pacific/West Line